# Efecan Karaca
Efecan Karaca (Fatih, 16 novembre 1989) è un calciatore turco, centrocampista o ala dell'Alanyaspor.